# Lotte Lenya
Lotte Lenya, née Karoline W. Charlotte Blamauer le 18 octobre 1898 à Vienne (Autriche-Hongrie) et morte le 28 novembre 1981 à New York, est une chanteuse, récitante et actrice autrichienne, naturalisée américaine. Elle fut et demeure l'une des interprètes les plus connues des songs de son premier époux, Kurt Weill. Son interprétation d'une entremetteuse dans Le Visage du plaisir (1961) lui a valu une nomination pour l’Oscar du meilleur second rôle. Elle a interprété le rôle de la rancunière Rosa Klebb dans le film de la série James Bond intitulé Bons Baisers de Russie (1963).

## Biographie

### Les débuts
Née dans une famille catholique ouvrière de Vienne, Charlotte (« Lotte ») Lenya était d'origine allemande. Elle part étudier la danse à Zurich en 1914, et trouve un emploi de comédienne au théâtre local. C'est là qu'elle adopte son nom de scène, alors orthographié Lotte « Lenja ».

### Premiers succès
En 1921, elle repart chercher du travail à Berlin, et lors d'une audition pour « Nuit magique » (Zaubernacht) en 1924 fait la connaissance d'un jeune compositeur, Kurt Weill, qu'elle épouse en janvier 1926. En 1927, sa rencontre avec Bertolt Brecht marque le début d'une longue collaboration : lors du festival de Baden-Baden, elle chante Grandeur et décadence de la ville de Mahagonny. En 1928, c’est la création de L'Opéra de quat'sous à Berlin, qui est désormais son rôle-phare. Elle interprète aussi le rôle de Jenny dans le film de Pabst qui sort en 1931. Tout au long de la République de Weimar, ses interprétations font l'objet de multiples enregistrements sur disque sans cesse réédités depuis,.

### L'émigration
La séparation d'avec Kurt Weill (dont elle divorcera par la suite), l'arrivée au pouvoir des Nazis la poussent à quitter l'Allemagne : en mars 1933, elle s'installe à Paris où elle tient le premier rôle dans le ballet de Brecht et Weill, Les Sept Péchés capitaux.
Elle part ensuite avec Kurt Weill aux États-Unis : ils s'installent à New York le 10 septembre 1935 et se remarient l'année suivante. Au cours de l'été 1936, le dramaturge américain Paul Green (en) et la productrice Cheryl Crawford louent une grande maison au no 277 de Trumbull Avenue à Nichols (Connecticut), à quelques kilomètres du Pine Brook Country Club, la salle de répétition du Group Theatre de New York,. C'est là que Paul Green et Kurt Weill mettent la dernière main à leur comédie musicale Johnny Johnson (en) qui fait scandale (le titre de l’œuvre reprend le nom le plus fréquent dans les listes de victimes américaines de la guerre de 1914-18). Lotte devient l'amante de Paul Green,.

### Participation à l'effort de guerre
Alors que Kurt Weill réclame sans succès un passeport américain aux services de l'Immigration, Lotte et lui se remarient. En 1941, le couple s'achète sa propre maison à New City (comté de Rockland), à environ 50 km au nord de New York. Avec l'entrée en guerre des États-Unis, Lotte multiplie les spectacles, les émissions de radio et les enregistrements phonographiques pour Voice of America : ainsi en 1944, elle enregistre deux songs de Weill (Wie lange noch, sur des paroles de Walter Mehring ; et Und was bekam des Soldaten Weib) pour le War Office à destination de l'Allemagne.
Après l'échec à New York de la comédie de Kurt Weill, The Firebrand of Florence (en) en 1945, Lotte Lenya décide de se retirer de la scène.

### Retour sur scène
Mais à la mort de Kurt Weill, en 1950, le public veut la revoir sur scène. Elle fait son retour à Broadway dans Barefoot in Athens. Un éditeur influent, George Davis, réussit à la convaincre de reprendre le rôle de Jenny dans la nouvelle adaptation de Blitzstein de L'Opéra de quat'sous, qui lui vaut un Tony Award en 1956. Lotte ré-enregistre alors plusieurs des succès musicaux de sa période berlinoise, mais avec l'âge, sa voix est devenue plus grave : il faut transposer les parties de soprano de Grandeur et décadence de la ville de Mahagonny et des Sept Péchés capitaux. Kurt Weill et elle-même employaient déjà le Sprechgesang à Berlin pour les pièces de Brecht, mais Lotte Lenya s'en sert désormais pour pallier les défauts de sa tessiture, tout en s'efforçant de respecter au mieux l’œuvre de son défunt mari. Pour administrer les droits de cette œuvre et en promouvoir la connaissance, elle crée la Kurt Weill Foundation for Music. Elle assiste en personne aux enregistrements que fait Louis Armstrong de La complainte de Mackie, et c'est à cette occasion qu’Armstrong improvise l'air Look out for Miss Lotte Lenya! ; dans l'interprétation de la chanson, il ajoute « Lotte » à la liste des conquêtes féminines de Mackie. D'autres interprètes de Kurt Weill, comme Bobby Darin en 1959, perpétuent cette tradition du clin d’œil à la muse du célèbre compositeur.
En 1961, Lotte Lenya joue le rôle de la Contessa, une entremetteuse, dans Le Visage du plaisir, face à Vivien Leigh ; elle est sélectionnée pour l'Oscar du meilleur second rôle féminin (finalement attribué à Rita Moreno).
On la voit encore dans plusieurs films : en agent du SPECTRE par exemple, face à Sean Connery et Robert Shaw dans Bons Baisers de Russie (1963). Le 20 novembre 1966, elle joue  « Fräulein Schneider » pour la première à Broadway de la comédie musicale Cabaret dont la musique, composée par Kander et Ebb ressemble fort aux compositions de Kurt Weill ; il est en tout cas certain que la participation de Lotte Lenya fut une excellente publicité pour ce spectacle.
Lenya meurt d'un cancer à New York en 1981, elle est inhumée aux côtés de Kurt Weill dans le cimetière d'Haverstraw.

## Postérité
En 2007, LoveMusik, une comédie musicale de Broadway, est consacrée aux relations orageuses entre Weill et Lenya, interprétée par Donna Murphy.
Lotte est encore citée dans les chansons de Fascinating Aïda.

## Filmographie
- L'Opéra de quat'sous (1931) - Jenny Diver
- Interregnum (documentaire) (1960) - narratrice
- Le Visage du plaisir (1961) - Contessa
- Bons Baisers de Russie (1963) - Rosa Klebb
- Übungstücke für Schauspieler (1964)
- Mère Courage et ses enfants (1965) - Mère Courage
- Ten Blocks on the Camino Real d'après une pièce de Tennessee Williams (1966) - la bohémienne
- Le Rendez-vous de Sidney Lumet (1969) - Emma Valadier
- Semi-Tough (1977) - Clara Pelf

## Dans la littérature
La figure de Lotte Lenya est évoquée par Georges Bataille dans le Bleu du ciel, roman de 1935 :

« Je voulais me rappeler le visage de Dirty [maîtresse du narrateur], l’expression trouble de son visage. Le souvenir que j’avais m’échappait. Je pensai qu’elle ressemblait à Lotte Lenia [sic], mais, à son tour, le souvenir de Lotte Lenia m’échappait. Je me rappelai seulement Lotte Lenia dans Mahagonny : elle avait un tailleur noir d’allure masculine, une jupe très courte, un large canotier, des bas roulés au-dessus du genou. Elle était grande et mince, il me semblait aussi qu’elle était rousse. De toute façon, elle était fascinante. [...] Je cherchai à me rappeler la chanson de bordel de l’Opéra de quat’sous. Je ne pus retrouver les paroles allemandes, mais seulement les françaises. J’avais le souvenir, erroné, de Lotte Lenia la chantant. »